# Georg Daniel Teutsch
Georg Daniel Teutsch (12. prosince 1817 Sighișoara – 2. července 1893 Sibiň) byl rakouský evangelický duchovní a politik německé národnosti ze Sedmihradska, v 60. letech 19. století poslanec rakouské Říšské rady, později superintendent Evangelické církve v Sedmihradsku.

## Biografie
Jeho otec byl mydlářem. Georg Daniel byl evangelického vyznání. Vystudoval střední školu ve městě Sighișoara a roku 1837 nastoupil na protestantskou teologickou fakultu ve Vídni. Od roku 1838 studoval teologii, zeměpis a dějiny v Berlíně. Po dokončení vysoké školy se v roce 1839 vrátil do domovského regionu. Zpočátku působil jako soukromý učitel, od roku 1842 vyučoval na hornické škole v rodném městě. V období let 1850–1863 byl jejím rektorem. Napsal rozsáhlou dějepisnou knihu Geschichte der Siebenbürger Sachsen für das sächsische Volk, která byla vydána v letech 1852–1858. Byl zakládajícím členem spolku Verein für siebenbürgische Landeskunde. Během revolučního roku 1848 se stal hejtmanem měšťanské gardy v Sighișoaře.
Angažoval se v evangelické církvi. Názorově patřil k vyznavačům racionalistické teologie. Od roku 1863 byl farářem ve městě Agnita. Roku 1864 se stal děkanem v okrese Cincu (Groß-Schenk). Roku 1867 se stal biskupem (superintendentem Evangelické církve v Sedmihradsku. V době jeho působení v této funkci provedl přesun sídla biskupství z Biertanu. Vystupoval jako obhájce sedmihradského saského národa (etnických Němců) a odmítal maďarizační trendy. V roce 1882 získal čestný doktorát teologie v Jeně. Byl též čestným doktorem práv v Berlíně a čestným doktorem filozofie v Jeně.
Počátkem 60. let se s obnovou ústavního systému vlády zapojil i do vysoké politiky. V zemských volbách byl zvolen na Sedmihradský zemský sněm. Působil také coby poslanec Říšské rady (celostátního parlamentu Rakouského císařství), kam ho delegoval Sedmihradský zemský sněm roku 1864 (Říšská rada tehdy ještě byla volena nepřímo, coby sbor delegátů zemských sněmů). 12. listopadu 1864 opětovně složil slib. V době svého působení ve vídeňském parlamentu se uvádí jako Dr. Daniel Georg Teutsch, evangelicko-luteránský farář v Agnitě (Agnetheln). Na zemském sněmu a v Říšské radě se profiloval jako regalista.
Po provedení rakousko-uherského vyrovnání v roce 1867 usedl jako poslanec Uherského sněmu. Později se stal členem Sněmovny mangátů (nevolená horní komora Uherského parlamentu).
Zemřel v červenci 1893.
Jeho syn Friedrich Teutsch byl rovněž evangelickým biskupem.